# Château de Rochecolombe (Bourg-Saint-Andéol)
Le château de Rochecolombe est un domaine viticole situé à Bourg-Saint-Andéol en Ardèche.

## Historique
Les assises du château reposent sur les vestiges d'une ancienne villa gallo-romaine. Ses premières constructions datent du XVe siècle. La famille Pontal y fit construire un manoir au XVIIe siècle. Celui-ci fut profondément remanié et restauré au cours du XIXe siècle. Ce domaine historique des côtes-du-rhône est devenu en 1925, la propriété de la famille Herberigs, originaire de Belgique, qui s'est investie dans le renouveau de son vignoble. Robert Herberigs, qui s'était rendu acquéreur du château, a participé dans les années 1930, au côté du baron Pierre Le Roy de Boiseaumarié, à la lutte qui a mené à la reconnaissance des AOC en France. Actuellement c'est la quatrième génération de vignerons de la même famille qui conduit la propriété.

## Étymologie
Ce toponyme (rocha colomba en occitan) trouve son origine dans son emplacement géographique. Le château est situé sur une roche calcaire blanche.

## Architecture
Récemment restauré, le château a conservé son style Directoire. Il est composé d'un corps de logis rectangulaire à deux étages et attique, avec son fronton plein cintre. Le bâtiment est flanqué de deux pavillons en saillie. Les amateurs de vins de la propriété et les acheteurs sont reçus dans un caveau de dégustation installé dans une salle voûtée du XVe siècle.

## Terroir
Les vignes, en coteaux, sont plantées sur des terrasses orientées Sud-Est, ce qui leur permet de bénéficier d'ensoleillement maximum. Le fils du premier propriétaire ne mettait en bouteille que les vins de qualité qu'il jugeait dignes de son domaine. Il s'était refusé à embouteiller le millésime 1977. L'expression de ce terroir viticole donne des vins qui dégagent à l'agitation des notes beurrées et qui truffent en vieillissant pour les rouges. Les blancs se distinguent par leurs arômes citronnés où percent des pointes de fleurs de sureau, arbuste que l'on retrouve dans la propriété.

## Vins
D'un seul tenant, le vignoble, d'une superficie de 24 hectares, a 17 hectares de ses vignes qui produisent des côtes-du-rhône et 7 des côtes-du-rhône villages. Leur moyenne d'âge est de plus de 50 ans. Le grenache représente 50 % de l'encépagement, viennent ensuite la syrah (un quart), le cinsault et la clairette, avec 1/8e chacun. La vinification se fait selon la méthode classique avec des cuvaisons allant de 5  à   8 jours. Les vins sont élevés durant deux années en cuves.